# Venice (Illinois)
Venice ist eine Stadt (mit dem Status „City“) im Madison County im Westen des US-amerikanischen Bundesstaates Illinois. Das U.S. Census Bureau hat bei der Volkszählung 2020 eine Einwohnerzahl von 1.498 ermittelt.
Die Stadt liegt im Metro-East genannten östlichen Teil der Metropolregion Greater St. Louis um die Stadt St. Louis im benachbarten Missouri.

## Geografie
Venice liegt im nordöstlichen Vorortbereich von St. Louis am Ostufer des Mississippi, der die Grenze zum Bundesstaat Missouri bildet. Der Ort liegt auf 38°40′20″ nördlicher Breite und 90°10′11″ westlicher Länge und erstreckt sich über 5 km².
Die Stadt Venice liegt in der Venice Township.
An das Stadtgebiet von Venice grenzen Granite City und Madison im Norden, Eagle Park im Osten sowie Brooklyn im Süden. Im Westen bildet der Mississippi die Grenze zum Stadtgebiet von St. Louis, dessen Zentrum 8,4 km südsüdwestlich von Venice liegt.

## Verkehr

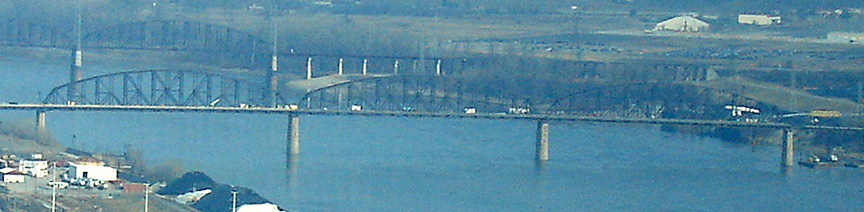
Die McKinley Bridge (vorn) und die Merchants Bridge (hinten)

Durch Venice verläuft entlang des Mississippi die hier den Illinois-Abschnitt der Great River Road bildende Illinois State Route 3. Über die McKinley Bridge ist Venice mit dem Straßennetz von St. Louis verbunden. Alle weiteren Straßen sind untergeordnete oder innerstädtische Verbindungsstraßen.
In Venice laufen mehrere Eisenbahnlinien verschiedener Bahngesellschaften zusammen, um auf einer gemeinsamen Strecke über die Merchants Bridge nach St. Louis zu führen.
Der St. Louis Downtown Airport liegt 15,3 km südlich, der größere Lambert-Saint Louis International Airport liegt 22 km nordwestlich von Venice.

## Demografische Daten
Nach der Volkszählung im Jahr 2010 lebten in Venice 1890 Menschen in 736 Haushalten. Die Bevölkerungsdichte betrug 378 Einwohner pro Quadratkilometer. In den 736 Haushalten lebten statistisch je 2,56 Personen.
Ethnisch betrachtet setzte sich die Bevölkerung zusammen aus 3,3 Prozent Weißen, 94,1 Prozent Afroamerikanern, 0,2 Prozent amerikanischen Ureinwohnern, 0,2 Prozent Asiaten sowie 0,2 Prozent aus anderen ethnischen Gruppen; 2,1 Prozent stammten von zwei oder mehr Ethnien ab. Unabhängig von der ethnischen Zugehörigkeit waren 1,7 Prozent der Bevölkerung spanischer oder lateinamerikanischer Abstammung.
29,7 Prozent der Bevölkerung waren unter 18 Jahre alt, 57,9 Prozent waren zwischen 18 und 64 und 12,4 Prozent waren 65 Jahre oder älter. 56,8 Prozent der Bevölkerung war weiblich.
Das mittlere jährliche Einkommen eines Haushalts lag bei 19.953 USD. Das Pro-Kopf-Einkommen betrug 13.960 USD. 39,7 Prozent der Einwohner lebten unterhalb der Armutsgrenze.